# Vörösmarty tér
Vörösmarty tér est une place piétonne située dans Belváros, quartier du 5e arrondissement de Budapest. Traversée par Váci utca, cette place constitue l'extrémité nord du quartier touristique de la capitale hongroise. A l'ombre de la sculpture du poète hongrois Mihály Vörösmarty, les passants peuvent se détendre en terrasse, déguster les pâtisseries de la maison Gerbeaud ou se faire caricaturer par des portraitistes. Cette place est également le terminus (station Vörösmarty tér) de la ligne   du métro de Budapest.
En 2008, l'architecte français Jean-Paul Viguier a réalisé un immeuble de bureaux et logements comprenant commerces et parking.

## Galerie

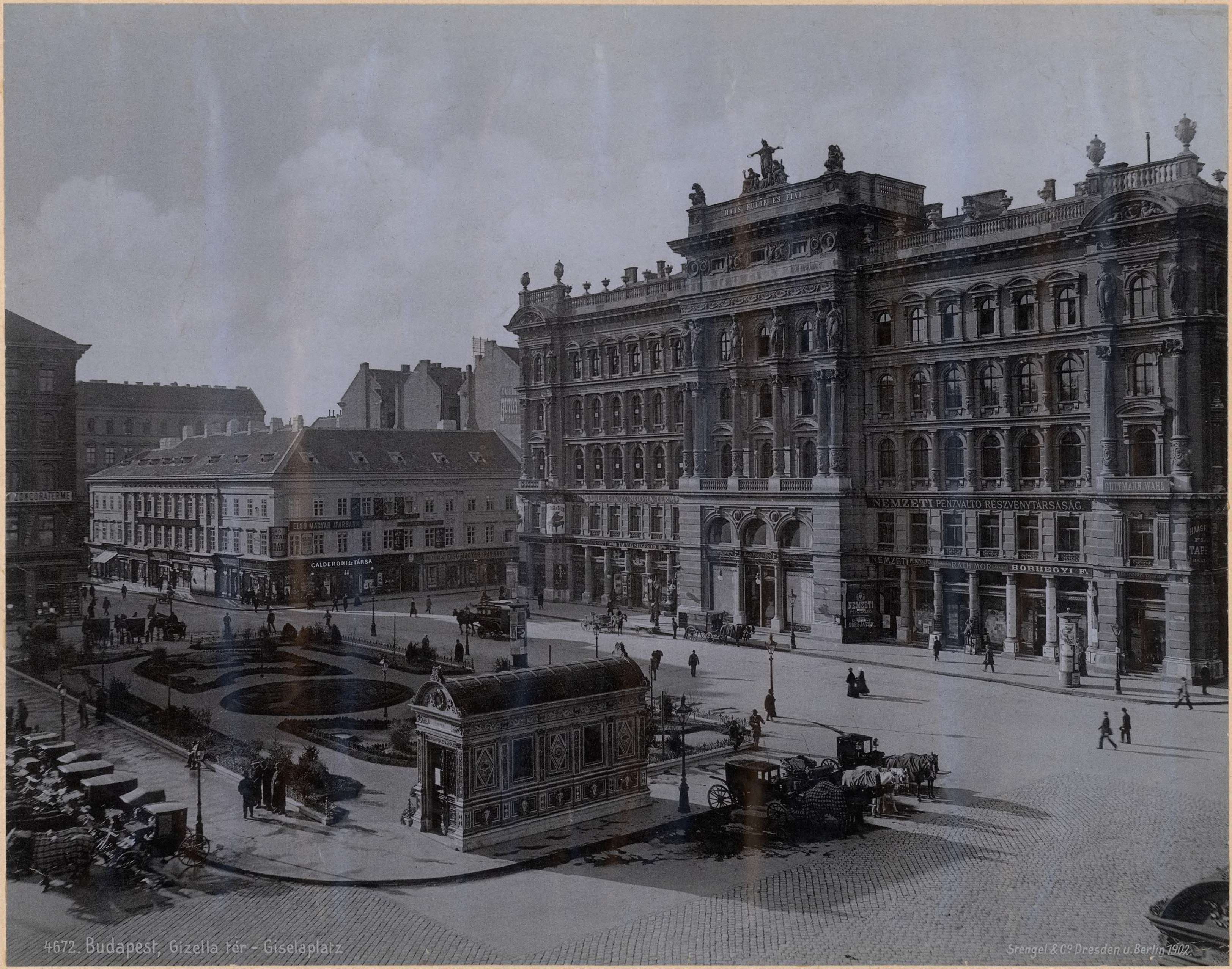
Vue de 1902
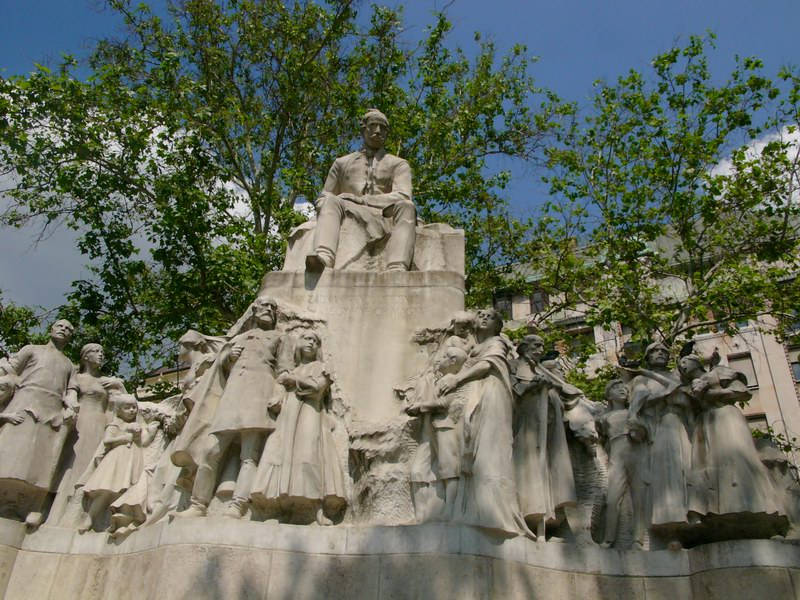
Statue de Mihály Vörösmarty
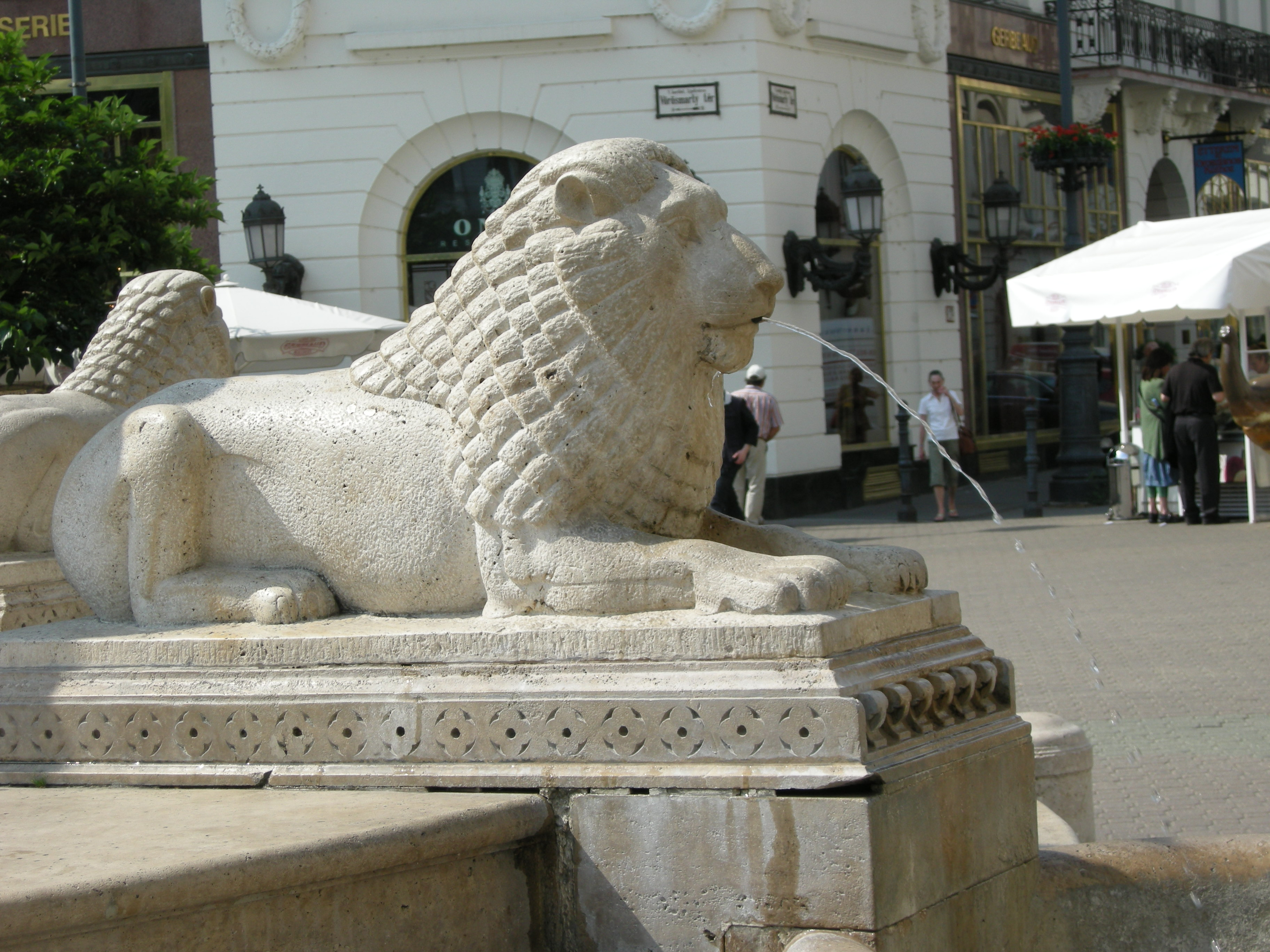
Fontaine aux lions
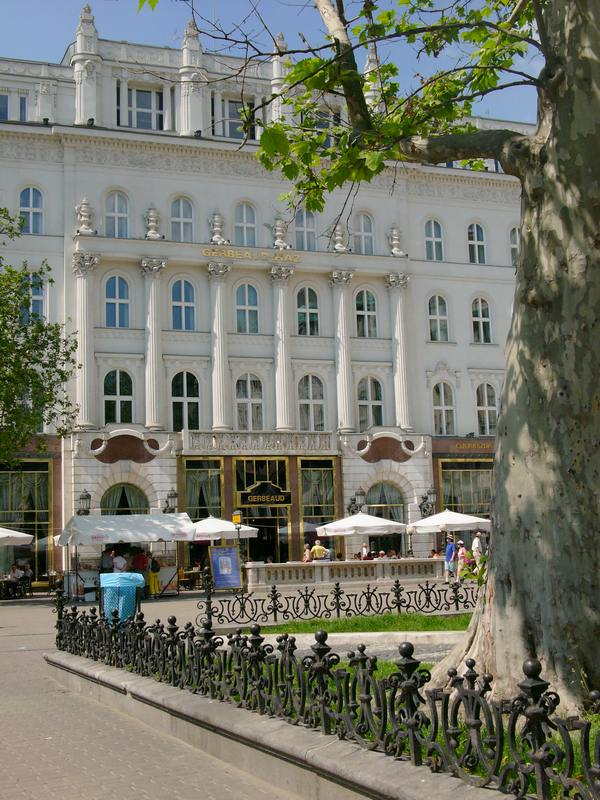
maison Gerbeaud
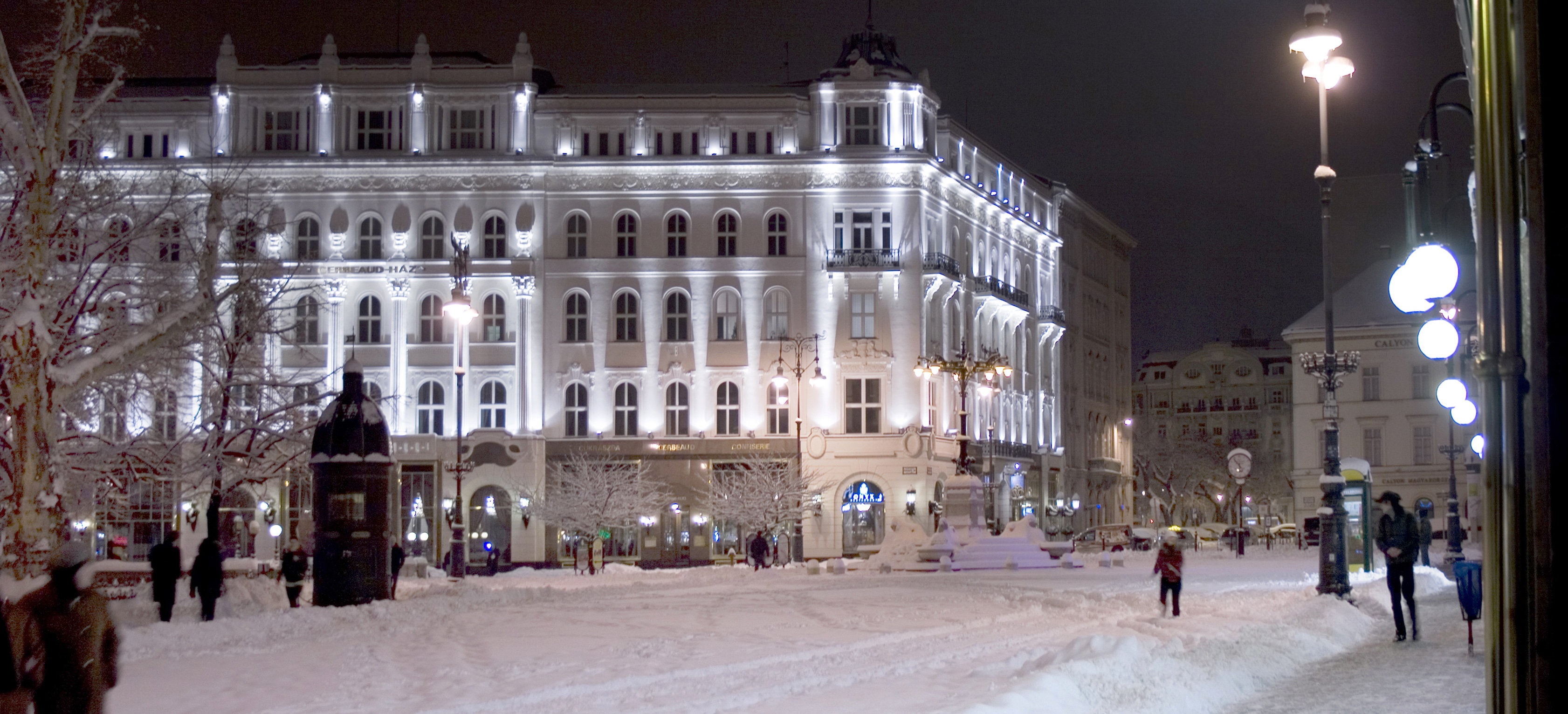
La maison Gerbeaud éclairée
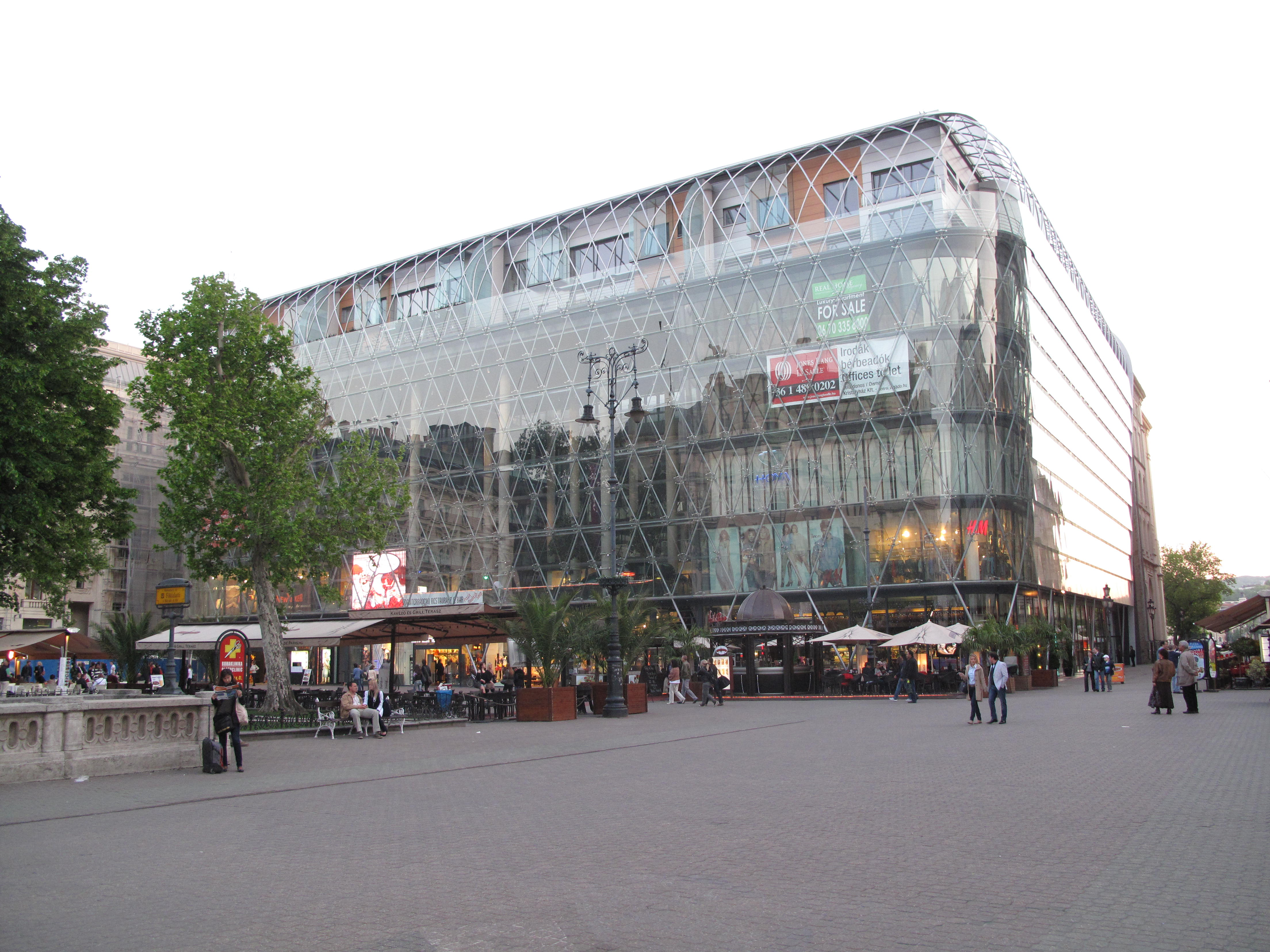
Bureaux ING